# Franko-sächsische Schule

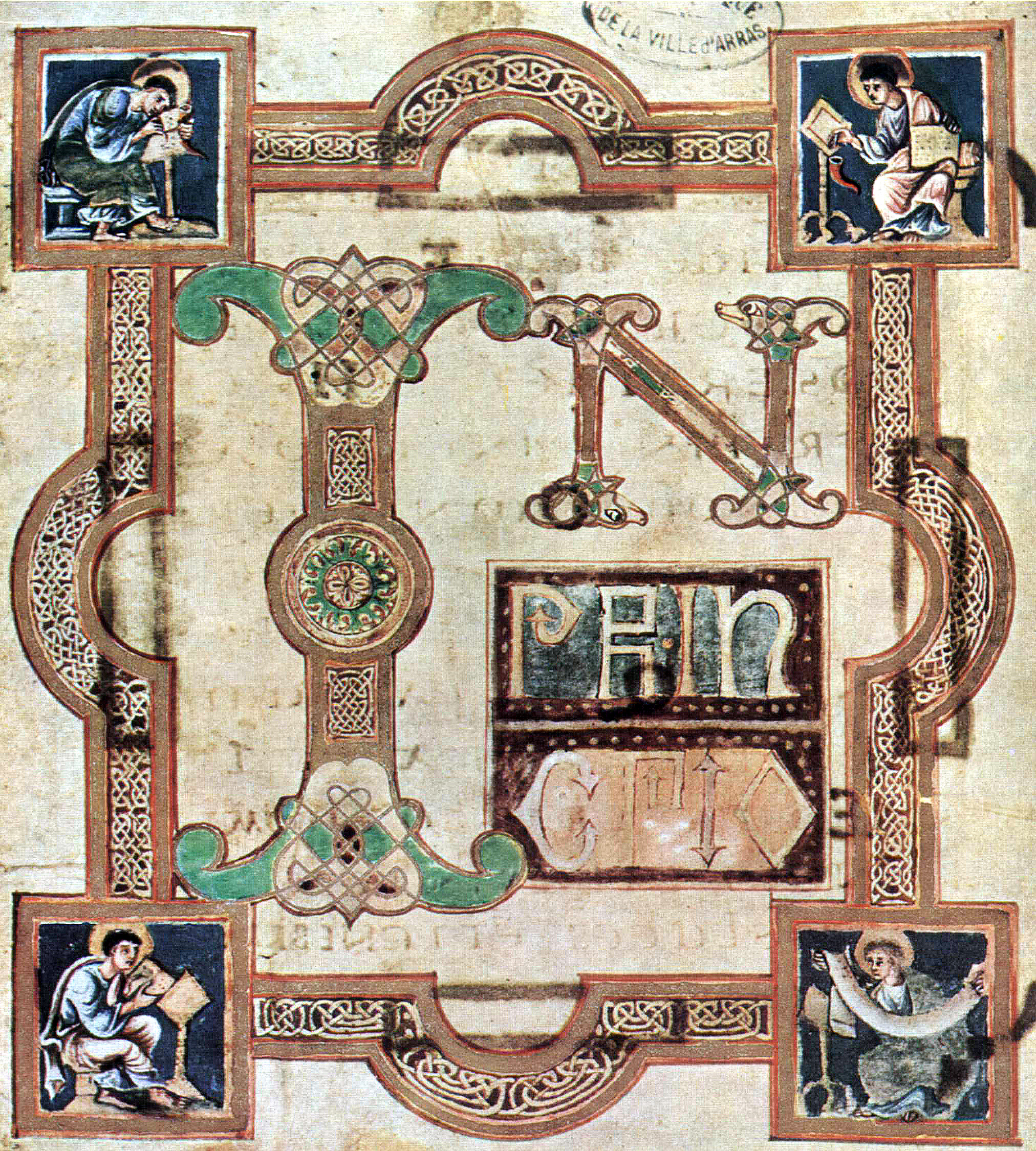
Evangeliar der franko-sächsischen Schule (Nordfrankreich, 2. Hälfte des 9. Jahrhunderts).

Als franko-sächsische Schule wird ein Stil der karolingischen Buchmalerei bezeichnet, der sich im heutigen Nordfrankreich entwickelte. Eine Vorreiterrolle hatte das Kloster Saint-Amand inne, daneben traten unter anderem die Abteien in St. Vaast in Arras, Saint-Omer und St. Bertin in Erscheinung. „Franko-sächsisch“ meint fränkisch-angelsächsisch und bezieht sich darauf, dass der Stil im Frankenreich auf die insulare Buchmalerei zurückgriff. Der Buchschmuck blieb weitgehend auf Ornamentik beschränkt, figürliche Darstellungen fehlen fast völlig. 
Ein frühes Beispiel dieses Stils ist ein im zweiten Viertel des 9. Jahrhunderts für Ludwig den Deutschen geschriebener Psalter aus Saint-Omer. Die franko-sächsische Schule setzte sich seit der zweiten Hälfte des neunten Jahrhunderts im gleichen Maße durch, wie die an der Antike orientierte höfische Buchmalerei ihren Niedergang erlebte. Die bedeutendste Handschrift dieser Art ist die sogenannte Zweite Bibel Karls des Kahlen, die zwischen 871 und 873 im Kloster Saint-Amand entstand.